# Garde-Dragoner-Regiment (1. Großherzoglich Hessisches) Nr. 23
Das Garde-Dragoner-Regiment (1. Großherzoglich Hessisches) Nr. 23 war eines der beiden Kavallerieregimenter der Großherzoglich Hessischen Armee, die 1914 als Kontingent in die Preußische Armee eingestellt waren.

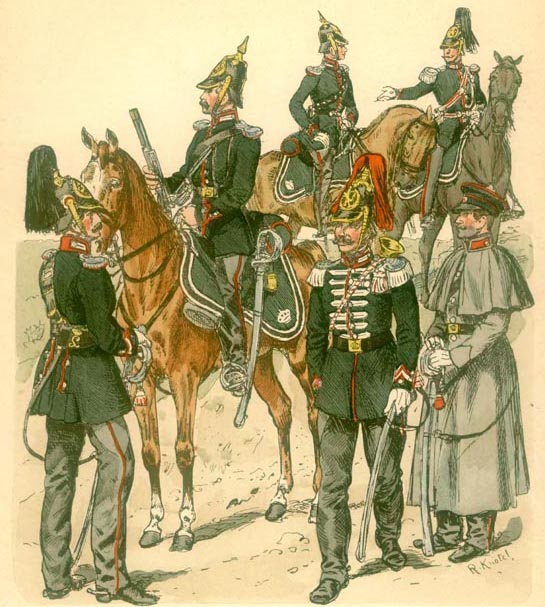
Garde-Chevaulegers 1859

## Organisation und Verbandszugehörigkeit
- XVIII. Armee-Korps in Frankfurt am Main

Kommandierender General: Generaladjutant seiner Majestät des Kaisers und Königs General der Infanterie Dedo von Schenck
- Großherzoglich Hessische (25.) Division in Darmstadt

Kommandeur: Generalleutnant Otto von Plüskow
- 25. Großherzoglich Hessische Kavallerie-Brigade in Darmstadt

Kommandeur: Generalmajor Clifford Kocq von Breuge
- Regimentsinhaber: General der Infanterie Großherzog Ernst Ludwig von Hessen und bei Rhein
- Regimentskommandeur: Oberstleutnant/Oberst Otto von Brandenstein
- Stiftungstag: 6. April 1790
- Garnison: Darmstadt

## Aufstellung

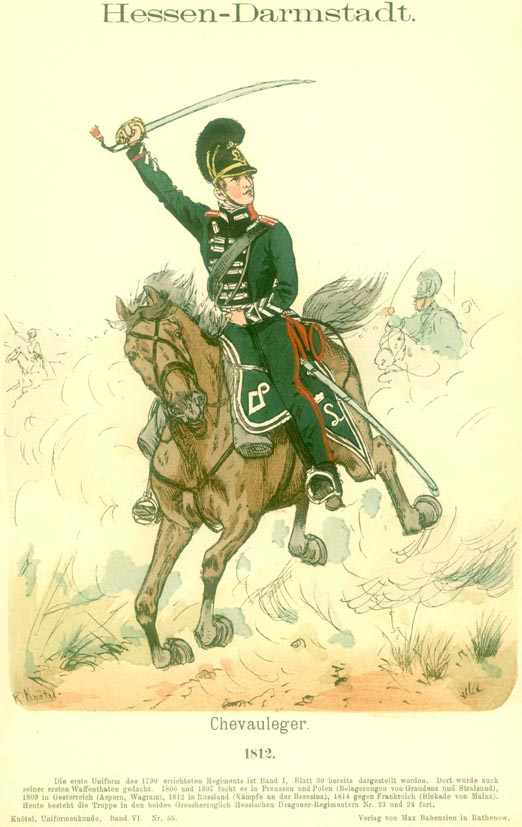
Chevaulegers um 1866

Am 6. April 1790 ordnete Landgraf Ludwig X. von Hessen-Darmstadt die Aufstellung eines Reiter-Regiments an, das den Namen Chevaulegers-Regiment tragen sollte. Es wurde zunächst zu drei Eskadronen formiert und in Bickenbach, später in Schloss Kranichstein in Garnison gelegt. Im Jahre 1793 wurde das Regiment auf vier Eskadronen verstärkt und wechselte mit Garnison nach Bessungen, Griesheim und Pfungstadt. Ab 1799 waren die Standorte nur noch in Bessungen und in der Residenz Darmstadt.
Am 18. August 1806 verlieh Großherzog Ludwig I. dem Regiment den Namen Garde-Chevaulegers-Regiment.
Mit Erlass vom 1. Dezember 1859 bestimmte Großherzog Ludwig III. die Umgliederung des bisherigen Garde-Chevaulegers-Regiment in zwei Reiter-Regimenter bzw. eine Reiter-Brigade. Das 1. Regiment erhielt die Bezeichnung Garde-Chevaulegers-Regiment, das 2. Regiment den Namen Leib-Chevaulegers-Regiment.
Stationiert wurden die beiden Regimenter in Darmstadt und (eine Esc. GCR ab 1818 – bzw. zwei Esc. LCR) in der Chevaulegers Kaserne in Butzbach.

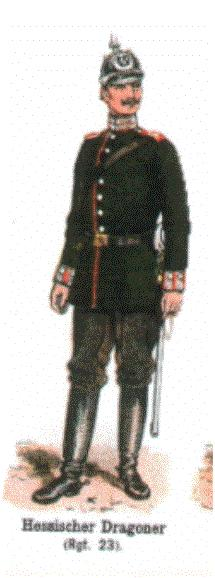
Garde-Dragoner 1901

Mit der Militärkonvention vom 7. April 1867 kamen die Großherzoglich-hessischen Truppen unter preußisches Kommando und bildeten in ihrer Gesamtheit die Großherzoglich Hessische (25.) Division. Zusammen mit den Truppen aus den von Preußen annektierten Staaten Kurfürstentum Hessen, Landgrafschaft Hessen-Homburg und Herzogtum Nassau formierten sie das XVIII. (Hessischen) Armeekorps.
Nach dem Krieg gegen Frankreich 1870/71 wurde das Garde-Chevaulegers-Regiment umbenannt und führte zunächst den Namen
1. Großherzoglich Hessisches Dragoner-Regiment (Garde-Dragoner-Regiment) Nr. 23,
der am 25. November 1906 nochmals und endgültig in
Garde-Dragoner-Regiment (1. Großherzoglich Hessisches) Nr. 23 abgeändert wurde.
Da die Kaserne in Butzbach 1898 für das I. Bataillon des neuerrichteten 5. Großherzoglich Hessisches Infanterie-Regiment Nr. 168 benötigt wurde, verlegten die dortigen Dragoner nach Darmstadt, sodass die gesamte hessische Kavallerie nunmehr in einer Garnison vereinigt war.

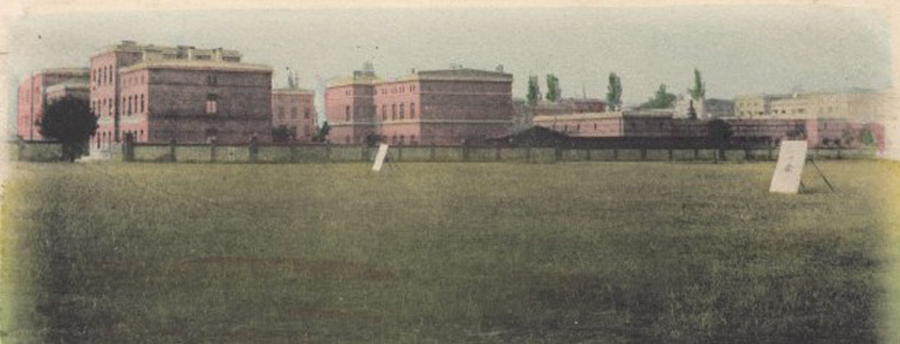
Kavallerie-Kaserne in Darmstadt 1899

Die Schloss-Kaserne der Chevaulegers in Butzbach war die älteste und am längsten genutzte fiskalische Kaserne Europas (in Betrieb von 1818 bis 1992).

## Gefechtskalender
- Im Revolutionskrieg gegen Frankreich kämpfte das Regiment auf Seiten der Koalition (Preußen/Österreich) bis 1796 in der Pfalz und den Niederlanden. Nachdem Hessen-Darmstadt von Napoléon I. in den Rheinbund gezwungen worden war, fochten die Chevaulegers 1806/07 gegen Preußen, 1809 gegen Österreich und 1812 gegen Russland. 1813 kämpfte das Regiment noch auf französischer Seite bei Großgörschen, Bautzen und gegen die Allianz der Gegner Napoleons. In der Völkerschlacht bei Leipzig stand es mit der 92 Reiter starken 1. Escadron in der französischen 29. Leichten Kavalleriebrigade der 38. Infanteriedivision im 4. Corps von Général Bertrand.

Nach dem Austritt Hessens aus dem Rheinbund und dem Wechsel zu den Siegermächten kam das Regiment in den Kämpfen der Jahre 1814/15 zu keinen bemerkenswerten Einsätzen.
- 1848 kämpften die Chevaulegers gegen Aufständische in Südbaden.

### Deutscher Krieg
Im Krieg gegen Preußen 1866 stand das Regiment zusammen mit österreichischen, badischen, bayerischen und württembergischen Truppen im Verband des VIII. Bundes-Armeekorps. Der unglückliche Verlauf dieses Feldzuges im Raum Aschaffenburg-Würzburg gegen die preußische Main-Armee unter Generaloberst von Manteuffel zwang Hessen-Darmstadt am 3. September 1866 zum Friedensschluss mit Preußen und zum Rückzug seiner Truppen aus dem Bundesheer.
(Von hier ab kämpfte das Regiment stets gemeinsam mit seinem Schwesterregiment, dem Leib Chevaulegers Regiment)

### Deutsch-Französischer Krieg
Im Krieg gegen Frankreich 1870/71 kam das Regiment bei Vionville und Mars la Tour (16. – 18. August) nur beschränkt zum Einsatz. Es nahm später an der Einschließung von Metz teil und wurde nach dem Fall der Stadt gegen die französische Loire-Armee eingesetzt. (Kämpfe bei Orléans am 3. und 4. Dezember 1870). Danach war für die Garde-Chevaulegers der Krieg praktisch beendet.

### Erster Weltkrieg
Zu Beginn des Ersten Weltkrieges im August 1914 kämpften die nunmehrigen Dragoner zunächst in den Ardennen und rückten dann bis zum Rhein-Marne-Kanal vor. Nach der Marneschlacht und dem Rückzugsbefehl vom September mussten sie bis zur Aisne zurückweichen. Das Regiment wurde dann nach Flandern verlegt und nahm an der Schlacht bei Ypern teil. Danach erfolgte im Frühjahr 1915 die Verlegung auf den östlichen Kriegsschauplatz. Im Bewegungskrieg kämpften die Dragoner in Litauen und Kurland sowie bei Vilnius im September 1915.
1916 fand sich das Regiment im Stellungskampf in Galizien und wurde 1917 im Feldzug gegen Rumänien eingesetzt (November 1916 bis Februar 1917). Im März 1917 erfolgte die Zurückverlegung an die Westfront. Hier versahen die Dragoner bis 1917 Grenzschutz an der niederländischen Grenze. Danach verlegte das Regiment wieder in den Osten und operierte in der Gegend von Kowel und in der Ukraine.

### Verbleib
Bis Dezember 1918 erfolgte Sicherungsdienst im besetzten Ostgebiet gegen aufständische und bolschewistische Truppen. Danach erfolgte der Rückmarsch in die Heimat, der mit großen Schwierigkeiten verbunden war, da er teilweise kämpfend zurückgelegt werden musste.
Am 16. Januar 1919 traf das Regiment in Laubach ein, wurde demobilisiert und bis zum 1. Mai 1919 aufgelöst. Bis zu seiner Auflösung hatte es den Status als Kavallerieregiment behalten.
Die Tradition führte in der Reichswehr durch Erlass des Chefs der Heeresleitung General der Infanterie Hans von Seeckt vom 24. August 1921 die Ausbildungs-Eskadron des 16. Reiter-Regiments in Hofgeismar fort.

## Uniform
Friedensuniform 1914:
- Waffenrock und Hose aus dunkelgrünem Tuch (abweichend von den anderen Dragonerverbänden im deutschen Heer, die sonst preußischem Muster hellblaue Röcke und schwarzen Hosen trugen)
- schwedische Aufschläge
- rote Abzeichenfarbe
- weiße Gardelitzen an Kragen und Aufschlägen
- Helmbeschlag: bewehrter, gekrönter Hessischer Löwe in dreiviertel Eichenlaub/Lorbeerkranz in Weißmetall
- Helm: Infanteriehelm (im Gegensatz den anderen Dragonerregimentern) mit schwarzem Haarbusch, rundem Vorderschirm und weiß-roter Landeskokarde (Als Chevaulegers trugen sie noch einen Helm mit schwarzer Raupe nach bayerischem Muster und dem Namenszug „L“ ohne weitere Verzierung auf der Stirnseite.)
- Schulterklappen rot mit gelber Krone und Namenszug „L“
- Knöpfe in weiß
- Lanzenflagge weiß-rot

Bereits mit A.K.O. vom 14. Februar 1907 befohlen und ab 1909/10 schrittweise eingeführt, wurde anlässlich des Kaisermanövers 1913 die bunte Uniform erstmals durch die feldgraue Felddienstuniform (M 1910) ersetzt. Das Lederzeug und die Stiefel waren naturbraun, der Helm wurde durch einen schilffarbig genannten Stoffüberzug bedeckt. Das Bandelier und die Kartusche wurden zu dieser Uniform nicht mehr angelegt.